# Simcha Pinsker
Simcha Pinsker (* 17. März 1801 in Tarnopol; † 29. Oktober 1864 in Odessa) war ein polnischer Orientalist. Er war Pionier der Karäer-Forschung und Vater von Juda Löb Pinsker, dem Wegbereiter des Zionismus.
Pinsker erwarb sich große Verdienste um die Entzifferung der karäischen Handschriften auf der Krim, die Abraham Firkowitsch der Odessaer Gesellschaft für Altertümer und Geschichte geschenkt hatte. Pinsker verfasste darüber mehrere Beiträge, u. a. in Fürsts „Orient“, worauf er bald als Autorität für jüdisch-arabische sowie karäische Literatur angesehen wurde. 
Die russische Regierung verlieh ihm zwei goldene Medaillen und das Ehrenbürgerrecht, und die jüdische Gemeinde Odessa setzte ihm eine jährliche Pension in Höhe von 300 Rubeln aus. Später übersiedelte er nach Wien, wo er seine Studien der jüdischen Wissenschaft fortsetzte.
Pinskers Arbeiten sorgten anfänglich für einigen Wirbel in der jüdischen Geschichtsschreibung, bis die Vermutung aufkam, dass Firkowitsch die fraglichen Handschriften zum Teil gefälscht haben könnte.

## Hauptwerke
- Likkute kadmonijot, Beitrag zur Geschichte der Religion und Literatur der Karäer, 1860
- Mewo lenikkud ha'aschuri, Wien 1863